# WaiBop United
WaiBop United was sinds het seizoen 2013/14 de naam van de Nieuw-Zeelandse voetbalclub, statutair gevestigd in Hamilton en spelend in het John Kerkhoff Park in Cambridge. De clubkleuren waren rood-zwart-geel.  Voor aanvang van het seizoen 2016/17 werd de licentie voor de NZFC overgedaan aan Hamilton Wanderers AFC.
WaiBop United werd in 2004 speciaal als Waikato Football Club opgericht om als een van de acht startende clubs deel te nemen in de gesloten New Zealand Football Championship (de hoogste divisie). De clubkleuren waren zwart-wit. Waikato FC speelde de thuiswedstrijden in het Centennial Park in Ngaruawahia. 
Alleen in het eerste seizoen (2004/05) bereikte de club de eindronde van de NZFC, het werd in de play-off verslagen door Waitakere United. 

## Competitieresultaten 2004-2016
Resultaten na de reguliere competitie.
| 3 |

| 7 |

| 8 |

| 5 |

| 6 |

| 8 |

| 6 |

| 7 |

| 6 |

| 6 |

| 6 |

| 5 |

| NZFC |

| NZFC |

| 3 |

| 7 |

| 8 |

| 5 |

| 6 |

| 8 |

| 6 |

| 7 |

| 6 |

| 6 |

| 6 |

| 5 |

| NZFC |

| NZFC |

## Bekende (ex-)spelers
- Declan Edge
- Marco Rojas
- Ryan Thomas
- Tamati Williams